# 홍성여자고등학교
홍성여자고등학교(洪城女子高等學校)는 대한민국 충청남도 홍성군 홍성읍 대교리에 있는 공립 고등학교이다.

## 학교 연혁
- 1953년 5월 4일 : 홍성여자고등학교 설립 인가(3학급)
- 1953년 6월 10일 : 개교(3학급, 홍성여자중학교 병설)
- 1976년 8월 25일 : 홍성여중에서 소향리 교사로 분리 이전
- 2016년 3월 1일 : 충남혁신학교, 자율학교 지정
- 2018년 3월 1일 : 소향리에서 대교리 교사로 학교 이전
- 2024년 2월 7일 : 제69회 졸업식(141명, 누적인원 15,816명)
- 2024년 3월 1일 : 충남혁신학교, 자율학교 추가 재지정
- 2024년 3월 1일 : 제30대 김구슬 교장 부임
- 2024년 3월 4일 : 2024학년도 신입생 입학(144명)

## 참고 자료
- 홍성여자고등학교 - 한국교육학술정보원 학교알리미